# Begonia ibitiocensis
Begonia ibitiocensis là một loài thực vật có hoa trong họ Thu hải đường. Loài này được E.L.Jacques & Mamede mô tả khoa học đầu tiên năm 2004.